# Жила, Иван
Иван Жила (год рождения неизвестен — 1737) — запорожский казак, один из руководителей гайдамацкого движения на Правобережной Украине в 1730-х годах.
Иван Жила организовал в Чёрном лесу на реке Цыбульник гайдамацкий отряд, который действовал против польской шляхты на территории Киевского воеводства.
Осенью 1736 года Иван Жила совместно с гайдамацкими отрядами Матвея Гривы, Ивана Медведя, Харко, Иваницы и Рудя совершил поход на польские приграничные владения. Конные гайдамацкие «загоны» с разных сторон вторглись в Киевское воеводство. 7 октября гайдамацкие вожди соединили свои силы под Паволочью, принадлежавшей князьям Любомирским. Местечко было захвачено и разорено, все поляки и евреи были убиты, а их имущество разграблено. Из Паволочи гайдамаки устремились на Погребище, которое принадлежало князьям Вишневецким. Замок был осаждён и взят штурмом, польские шляхтичи и евреи, пытавшиеся укрыться в нём, ограблены и перебиты. Разорив несколько шляхетских имений в окрестностях Погребища, гайдамацкие атаманы разделили свои силы на небольшие отряды и отступили в степи.
В 1737 году атаман Иван Жила вместе с ватажками Харко и Иваницей погиб в бою с крымскими татарами, защищая от противника Переволочну.